# American Broadcasting Company
American Broadcasting Company (krócej ABC lub ABC Network) – jedna z trzech głównych amerykańskich sieci telewizyjnych w USA, powstała w 1932 jako radio NBC Blue Network. Obecnie należy ona do The Walt Disney Company.
Poza telewizją ABC działa również w dziedzinie telewizji kablowej i satelitarnej.
W 2009 roku, w wyniku połączenia ABC Studios i ABC Entertainment, utworzono holding ABC Entertainment Group, do którego należy ABC i współpracujące z nią przedsiębiorstwa.

## Historia
W 1932 roku w Los Angeles powstała stacja radiowa NBC Blue Network, należąca do korporacji RCA. Była ona siostrzaną stacją NBC Red Network należącą również do korporacji.
Z powodu monopolizowania rynku przez RCA, właściciela obu stacji, w 1943 roku amerykańska Federalna Komisja Łączności (FCC) rozdzieliła sieć NBC na grupy Blue Network i Red Network (późniejsza stacja telewizyjna NBC). Tę datę uznaje się za początek istnienia nowej, niezależnej od RCA sieci telewizyjnej.
Nazwa American Broadcasting Company została oficjalnie nadana spółce 15 czerwca 1945 roku przez późniejszego właściciela firmy – Edwarda J. Noble’a. W 1953 roku sprzedał firmę koncernowi United Paramount Theatres, jednak już w 1965 roku ABC ponownie znalazło się w niekomercyjnych rękach. Przez kolejne kilkanaście lat sieć ABC zyskiwała coraz wyższą pozycję wśród telewizyjnych mediach w USA stając się trzecią, po CBS i NBC, grupą medialną w kraju.
Od 1984 roku w skład ABC wchodzi 80% udziałów największej światowej telewizji o profilu sportowym, ESPN.
W 1985 nastąpiła fuzja ABC z Capital Cities Communications, w wyniku czego powstał nowy koncern mediowy.
Ostatecznie w 1996 koncern ten za sumę 12 mld dolarów wszedł w skład grupy medialnej The Walt Disney Company.

## Ramówka stacji 2013–2014
ABC ogłosiło swoją ramówkę na 2013–2014
|              | 20:00                          | 20:30                          | 21:00                  | 21:30                  | 22:00           | 22:30           |
| ------------ | ------------------------------ | ------------------------------ | ---------------------- | ---------------------- | --------------- | --------------- |
| Poniedziałek | Dancing with the Stars         | Dancing with the Stars         | Dancing with the Stars | Dancing with the Stars | Castle          | Castle          |
| Wtorek       | Agenci T.A.R.C.Z.Y.            | Agenci T.A.R.C.Z.Y.            | Goldbergowie           | Żona na pokaz          | Lucky 7         | Lucky 7         |
| Środa        | Pępek świata                   | Znowu w grze                   | Współczesna rodzina    | Super Fun Night        | Nashville       | Nashville       |
| Czwartek     | Once Upon a Time in Wonderland | Once Upon a Time in Wonderland | Chirurdzy              | Chirurdzy              | Skandal         | Skandal         |
| Piątek       | Ostatni prawdziwy mężczyzna    | Ostatni prawdziwy mężczyzna    | The Neighbors          | The Neighbors          | Program lokalny | Program lokalny |
| Niedziela    | Dawno, dawno temu              | Dawno, dawno temu              | Zemsta                 | Zemsta                 | Betrayal        | Betrayal        |

## Ramówka stacji 2014–2015
13 maja 2014, stacja ABC ogłosiło swoją ramówkę na 2014–2015
|              | 20:00                       | 20:30                  | 21:00                              | 21:30                              | 22:00                | 22:30                |
| ------------ | --------------------------- | ---------------------- | ---------------------------------- | ---------------------------------- | -------------------- | -------------------- |
| Poniedziałek | Dancing with the Stars      | Dancing with the Stars | Dancing with the Stars             | Dancing with the Stars             | Castle               | Castle               |
| Wtorek       | Selfie                      | Miłość na Manhattanie  | Agenci T.A.R.C.Z.Y./Agentka Carter | Agenci T.A.R.C.Z.Y./Agentka Carter | Forever              | Forever              |
| Środa        | Pępek świata                | Goldbergowie           | Współczesna rodzina                | Czarno to widzę                    | Nashville            | Nashville            |
| Czwartek     | Chirurdzy                   | Chirurdzy              | Skandal                            | Skandal                            | Sposób na morderstwo | Sposób na morderstwo |
| Piątek       | Ostatni prawdziwy mężczyzna | Cristela               | Program lokalny                    | Program lokalny                    | Program lokalny      | Program lokalny      |
| Niedziela    | Dawno, dawno temu           | Dawno, dawno temu      | Resurrection                       | Resurrection                       | Zemsta               | Zemsta               |

Serial zaplanowane na emisje w midseasonie: Agentka Carter, Galavant, American Crime, Podejrzany, Astronaut Wives Club, The Whispers, Przepis na amerykański sen

## Ramówka stacji 2015–2016
12 maja 2015 roku, stacja ABC ogłosiło swoją ramówkę na 2015–2016
|              | 20:00                       | 20:30                                        | 21:00                              | 21:30                              | 22:00                                   | 22:30                                   |
| ------------ | --------------------------- | -------------------------------------------- | ---------------------------------- | ---------------------------------- | --------------------------------------- | --------------------------------------- |
| Poniedziałek | Dancing with the Stars      | Dancing with the Stars                       | Dancing with the Stars             | Dancing with the Stars             | Castle                                  | Castle                                  |
| Wtorek       | Muppety                     | Przepis na amerykański sen/ The Real O’Neals | Agenci T.A.R.C.Z.Y./Agentka Carter | Agenci T.A.R.C.Z.Y./Agentka Carter | Quantico/Miasto zła                     | Quantico/Miasto zła                     |
| Środa        | Pępek świata                | Goldbergowie                                 | Współczesna rodzina                | Czarno to widzę                    | Nashville/ Podejrzany                   | Nashville/ Podejrzany                   |
| Czwartek     | Chirurdzy                   | Chirurdzy                                    | Skandal                            | Skandal                            | Sposób na morderstwo/ Blef              | Sposób na morderstwo/ Blef              |
| Piątek       | Ostatni prawdziwy mężczyzna | Dr Ken/Uncle Buck                            | Program lokalny                    | Program lokalny                    | Program lokalny                         | Program lokalny                         |
| Niedziela    | Dawno, dawno temu/ Galavant | Dawno, dawno temu/ Galavant                  | Blood & Oil                        | Blood & Oil                        | Of Kings and Prophets/ Rodzina Warrenów | Of Kings and Prophets/ Rodzina Warrenów |

Serial zaplanowane na emisje w midseasonie: Agentka Carter, Galavant, American Crime, Podejrzany, Blef, The Real O’Neals, Uncle Buck, Rodzina Warrenów

## Ramówka stacji 2016–2017
17 maja 2016 roku, stacja ABC ogłosiło swoją ramówkę na 2016–2017
|              | 20:00                       | 20:30                  | 21:00                      | 21:30                  | 22:00                | 22:30                |
| ------------ | --------------------------- | ---------------------- | -------------------------- | ---------------------- | -------------------- | -------------------- |
| Poniedziałek | Dancing with the Stars      | Dancing with the Stars | Dancing with the Stars     | Dancing with the Stars | Conviction           | Conviction           |
| Wtorek       | Pępek świata                | American Housewife     | Przepis na amerykański sen | The Real O’Neals       | Agenci T.A.R.C.Z.Y.  | Agenci T.A.R.C.Z.Y.  |
| Środa        | Goldbergowie                | Nie ma mowy            | Współczesna rodzina        | Czarno to widzę        | Designated Survivor  | Designated Survivor  |
| Czwartek     | Chirurdzy                   | Chirurdzy              | Notorious                  | Notorious              | Sposób na morderstwo | Sposób na morderstwo |
| Piątek       | Ostatni prawdziwy mężczyzna | Dr Ken                 | Shark Tank                 | Shark Tank             | 20/20                | 20/20                |
| Niedziela    | Dawno, dawno temu           | Dawno, dawno temu      | Podejrzany                 | Podejrzany             | Quantico             | Quantico             |

Serial zaplanowane na emisje w midseasonie:Skandal, Blef, Still Star-Crossed, American Crime, Time After Time, Downward Dog, Imaginary Mary oraz miniserial When We Rise.

## Ramówka stacji 2017–2018
16 maja 2017 roku, stacja ABC ogłosiło swoją ramówkę na 2017–2018
|              | 20:00                  | 20:30                      | 21:00                                 | 21:30                                 | 22:00                            | 22:30                            |
| ------------ | ---------------------- | -------------------------- | ------------------------------------- | ------------------------------------- | -------------------------------- | -------------------------------- |
| Poniedziałek | Dancing with the Stars | Dancing with the Stars     | Dancing with the Stars                | Dancing with the Stars                | The Good Doctor                  | The Good Doctor                  |
| Wtorek       | Pępek świata           | Przepis na amerykański sen | Czarno to widzę                       | The Mayor                             | Kevin (Probably) Saves the World | Kevin (Probably) Saves the World |
| Środa        | Goldbergowie           | Nie ma mowy                | Współczesna rodzina                   | Nie ma lekko                          | Designated Survivor              | Designated Survivor              |
| Czwartek     | Chirurdzy              | Chirurdzy                  | Skandal                               | Skandal                               | Sposób na morderstwo             | Sposób na morderstwo             |
| Piątek       | Dawno, dawno temu      | Dawno, dawno temu          | Marvel’s Inhumans/Agenci T.A.R.C.Z.Y. | Marvel’s Inhumans/Agenci T.A.R.C.Z.Y. | 20/20                            | 20/20                            |
| Niedziela    | To Tell the Truth      | To Tell the Truth          | Shark Tank                            | Shark Tank                            | Ten Days in the Valley           | Ten Days in the Valley           |

Serial zaplanowane na emisje w midseasonie: Agenci T.A.R.C.Z.Y., Quantico, The Crossing. Przeprawa, Deception, For the People, Splitting Up Together, Alex, Inc

## Ramówka stacji 2018–2019
15 maja 2018 roku, stacja ABC ogłosiło swoją ramówkę na 2018–2019
|              | 20:00                         | 20:30                         | 21:00                  | 21:30                  | 22:00                   | 22:30                   |
| ------------ | ----------------------------- | ----------------------------- | ---------------------- | ---------------------- | ----------------------- | ----------------------- |
| Poniedziałek | Dancing with the Stars        | Dancing with the Stars        | Dancing with the Stars | Dancing with the Stars | The Good Doctor         | The Good Doctor         |
| Wtorek       | Roseanne                      | The Kids Are Allright         | Czarno to widzę        | Splitting Up Together  | The Rookie              | The Rookie              |
| Środa        | Goldbergowie                  | Nie ma lekko                  | Współczesna rodzina    | Single Parents         | A Million Little Things | A Million Little Things |
| Czwartek     | Chirurdzy                     | Chirurdzy                     | Station 19             | Station 19             | Sposób na morderstwo    | Sposób na morderstwo    |
| Piątek       | Przepis na amerykański sen    | Nie ma mowy                   | Child Support          | Child Support          | 20/20                   | 20/20                   |
| Niedziela    | Dancing with the Stars junior | Dancing with the Stars junior | Shark Tank             | Shark Tank             | The Alec Baldwin Show   | The Alec Baldwin Show   |

Serial zaplanowane na emisje w midseasonie: Agenci T.A.R.C.Z.Y., Grand Hotel, Whiskey Cavalier, The Fix, For the People, Splitting Up Together, American Idol, Schooled

## Ramówka stacji 2019–2020
14 maja 2019 roku, stacja ABC ogłosiło swoją ramówkę na 2019–2020
|              | 20:00                        | 20:30                        | 21:00                   | 21:30                   | 22:00                | 22:30                |
| ------------ | ---------------------------- | ---------------------------- | ----------------------- | ----------------------- | -------------------- | -------------------- |
| Poniedziałek | Dancing with the Stars       | Dancing with the Stars       | Dancing with the Stars  | Dancing with the Stars  | The Good Doctor      | The Good Doctor      |
| Wtorek       | The Conners                  | Kochany bajzel               | Mixed-ish               | Czarno to widzę         | Emergence            | Emergence            |
| Środa        | Goldbergowie                 | Schooled                     | Współczesna rodzina     | Single Parents          | Stumptown            | Stumptown            |
| Czwartek     | Chirurdzy                    | Chirurdzy                    | A Million Little Things | A Million Little Things | Sposób na morderstwo | Sposób na morderstwo |
| Piątek       | Przepis na amerykański sen   | Nie ma lekko                 | 20/20                   | 20/20                   | 20/20                | 20/20                |
| Niedziela    | KIDS SAY THE DARNDEST THINGS | KIDS SAY THE DARNDEST THINGS | Shark Tank              | Shark Tank              | The Rookie           | The Rookie           |

Serial zaplanowane na emisje w midseasonie: Agenci T.A.R.C.Z.Y., The Baker and the Beauty, For Life, Until We Fall, Station 19

## Ramówka stacji 2020–2021
W czerwcu 2020 roku stacja ABC ogłosiło swoją ramówkę na 2020–2021
|              | 20:00                  | 20:30                  | 21:00                          | 21:30                          | 22:00                   | 22:30                   |
| ------------ | ---------------------- | ---------------------- | ------------------------------ | ------------------------------ | ----------------------- | ----------------------- |
| Poniedziałek | Dancing with the Stars | Dancing with the Stars | Dancing with the Stars         | Dancing with the Stars         | The Good Doctor         | The Good Doctor         |
| Wtorek       | The Bachelorette       | The Bachelorette       | The Bachelorette               | The Bachelorette               | Big Sky                 | Big Sky                 |
| Środa        | Goldbergowie           | Czarno to widzę        | The Conners                    | Nie ma lekko                   | Stumptown               | Stumptown               |
| Czwartek     | Station 19             | Station 19             | Chirurdzy                      | Chirurdzy                      | A Million Little Things | A Million Little Things |
| Piątek       | Shark Tank             | Shark Tank             | 20/20                          | 20/20                          | 20/20                   | 20/20                   |
| Niedziela    | SUPERMARKET SWEEP      | SUPERMARKET SWEEP      | Who Wants To Be A Millionaire? | Who Wants To Be A Millionaire? | The Rookie              | The Rookie              |

Serial zaplanowane na emisje w midseasonie: Call Your Mother,

## Programy emitowane obecnie

### Opery mydlane
- Szpital miejski (od 1963)

### Seriale dramatyczne
| tytuł                   | tytuł oryginalny        | obecny sezon | lata produkcji | rodzaj                 | status           |
| ----------------------- | ----------------------- | ------------ | -------------- | ---------------------- | ---------------- |
| Chirurdzy               | Grey’s Anatomy          | 16           | 2005– ?        | komediodramat medyczny | emitowany        |
| The Good Doctor         | The Good Doctor         | 7            | 2017 –         | dramat medyczny        | emitowany        |
| Station 19              | Station 19              | 1            | 2018 –         | dramat                 | emitowany        |
| A Million Little Things | A Million Little Things | 1            | 2018 –         | dramat obyczajowy      | emitowany        |
| The Rookie.             | The Rookie.             | 6            | 2018 –         | dramat kryminalny      | emitowany        |
| Stumptown               | Stumptown               | 1            | 2019 –         | dramat                 | sezon premierowy |
| For Life                | For Life                | 1            | 2020 –         | dramat kryminalny      | sezon premierowy |
| Big Sky                 | Big Sky                 | 1            | 2020 –         | dramat kryminalny      | sezon premierowy |

### Seriale komediowe
| tytuł            | tytuł oryginalny   | obecny sezon | lata produkcji | rodzaj  | status           |
| ---------------- | ------------------ | ------------ | -------------- | ------- | ---------------- |
| Goldbergowie     | The Goldbergs      | 6            | 2013 – ?       | komedia | emitowany        |
| Czarno to widzę  | Black-ish          | 6            | 2014 – ?       | komedia | emitowany        |
| Nie ma lekko     | American Housewife | 3            | 2016 –         | komedia | emitowany        |
| The Conners      | The Conners        | 1            | 2018 –         | komedia | emitowany        |
| Mixed-ish        | Mixed-ish          | 1            | 2019 –         | komedia | sezon premierowy |
| United We Fall   | United We Fall     | 1            | 2020 –         | komedia | sezon premierowy |
| Call Your Mother | Call Your Mother   | 1            | 2020 –         | sitcom  | sezon premierowy |

### Reality
- America’s Funniest Home Videos (od 1990)
- The Bachelor (od 2002)
- Dom nie do poznania (od 2003)
- Zamieńmy się żonami (od 2004)
- Dancing with the Stars (od 2005)
- Supernanny (od 2005)
- Homeland Security USA (od 2009)
- True Beauty (od 2009)

### Informacje i publicystyka
- 20/20 (od 1979)
- Prime time (od 1989)

## Programy emitowane dawniej i skasowane po jednym sezonie od 2010 roku

### Seriale dramatyczne
| tytuł                                | tytuł oryginalny                     | lata produkcji | liczba odcinków | rodzaj                            |
| ------------------------------------ | ------------------------------------ | -------------- | --------------- | --------------------------------- |
| Bezimienni                           | The Forgotten                        | 2009–2010      | 17              | dramat kryminalny                 |
| The Deep End                         | The Deep End                         | 2010           | 6               | komediodramat                     |
| The Gates: Za bramą tajemnic         | The Gates                            | 2010           | 13              | dramat kryminalny                 |
| Happy Town                           | Happy Town                           | 2010           | 8               | dramat przygodowy                 |
| My Generation                        | My Generation                        | 2010           | 8               | melodramat                        |
| Scoundrels                           | Scoundrels                           | 2010           | 8               | komedio-dramat                    |
| Cała prawda                          | The Whole Truth                      | 2010           | 13              | dramat prawniczy                  |
| Detroit 1-8-7                        | Detroit 1-8-7                        | 2010–2011      | 18              | komediodramat medyczny            |
| Aniołki Charliego                    | Charlie’s Angels                     | 2011           | 7               | dramat                            |
| Off the Map: Klinika w tropikach     | Off the Map                          | 2011           | 7               | dramat medyczny                   |
| Pan Am                               | Pan Am                               | 2011–2012      | 14              | dramat                            |
| Missing: Zaginiony                   | Missing                              | 2012           | 10              | dramat, thriller                  |
| Zero Hour                            | Zero Hour                            | 2013           | 13              | dramat                            |
| Szkarłatna wdowa                     | Red Widow                            | 2013           | 8               | dramat thriller                   |
| 666 Park Avenue                      | 666 Park Avenue                      | 2012 – 2013    | 13              | dramat                            |
| Last Resort                          | Last Resort                          | 2012 – 2013    | 13              | dramat                            |
| Lucky 7                              | Lucky 7                              | 2013           | 2               | dramat                            |
| Killer Women                         | Killer Women                         | 2014           | 8               | dramat                            |
| Minds Games                          | Minds Games                          | 2014           | 5               | dramat                            |
| Betrayal                             | Betrayal                             | 2013–2014      | 13              | dramat                            |
| Once Upon a Time in Wonderland       | Once Upon a Time in Wonderland       | 2013–2014      | 13              | dramat, fantasy, przygodowy       |
| The Black Box                        | The Black Box                        | 2014           | 13              | dramat                            |
| Forever                              | Forever                              | 2014–2015      | 22              | dramat                            |
| Astronaut Wives Club                 | Astronaut Wives Club                 | 2015           | 10              | dramat                            |
| The Whispers                         | The Whispers                         | 2015           | 13              | dramat                            |
| Miasto zła                           | Wicked City                          | 2015           | 8               | dramat                            |
| Blood & Oil                          | Blood & Oil                          | 2015           | 10              | dramat                            |
| Rodzina Warrenów                     | The Family                           | 2016           | 12              | dramat                            |
| Of Kings and Prophets                | Of Kings and Prophets                | 2016           | 2               | dramat historyczny                |
| Conviction                           | Conviction                           | 2016–2017      | 13              | dramat prawniczy                  |
| Notorious                            | Notorious                            | 2016           | 10              | dramat obyczajowy                 |
| Time After Time (serial telewizyjny) | Time After Time (serial telewizyjny) | 2017           | 8               | dramat przygodowy                 |
| Still Star-Crossed                   | Still Star-Crossed                   | 2017           | 7               | dramat historyczny.               |
| Somewhere Between                    | Somewhere Between                    | 2017           | 10              | dramat, thriller                  |
| Ten Days in the Valley               | Ten Days in the Valley               | 2017 – 2018    | 10              | dramat, thriller                  |
| Inhumans                             | Inhumans                             | 2017           | 8               | akcja, fantastyka naukowa, dramat |
| Kevin (Probably) Saves the World     | Kevin (Probably) Saves the World     | 2017 – 2018    | 16              | komedio-dramat, fantasy           |
| Iluzja                               | Deception                            | 2018           | 13              | dramat szpiegowski                |
| The Crossing. Przeprawa              | The Crossing                         | 2018           | 13              | dramat                            |
| Take Two                             | Take Two                             | 2018           | 13              | dramat kryminalny                 |
| Whiskey Cavalier                     | Whiskey Cavalier                     | 2019           | 10              | dramat kryminalny                 |
| The Fix                              | The Fix                              | 2019           | 10              | dramat                            |
| Grand Hotel                          | Grand Hotel                          | 2019           | 13              | dramat                            |
| Reef Break                           | Reef Break                           | 2019           | 13              | dramat                            |
| Piekarz i piękna                     | The Baker and the Beauty             | 2020           | 9               | dramat obyczajowy                 |
| Emergence                            | Emergence                            | 2019 – 2020    | 13              | thriller                          |

### Seriale komediowe
| tytuł                                                     | tytuł oryginalny                                          | lata produkcji | liczba odcinków | rodzaj                   |
| --------------------------------------------------------- | --------------------------------------------------------- | -------------- | --------------- | ------------------------ |
| Zwykła/niezwykła rodzinka                                 | No Ordinary Family                                        | 2010–2011      | 20              | komedia                  |
| We dwoje raźniej                                          | Better with You                                           | 2010–2011      | 22              | sitcom                   |
| Mr. Sunshine                                              | Mr. Sunshine                                              | 2011           | 13              | sitcom                   |
| Świętoszki z Dallas                                       | GCB                                                       | 2012–2013      | 18              | komedio-dramat           |
| Malibu Country                                            | Malibu Country                                            | 2012           | 10              | sitcom                   |
| Facet też kobieta                                         | Work It                                                   | 2012           | 6               | sitcom                   |
| How to Live with Your Parents (for the Rest of Your Life) | How to Live with Your Parents (for the Rest of Your Life) | 2013           | 13              | komedia                  |
| Rozmontowani                                              | Family Tools                                              | 2013           | 10              | komedia                  |
| Znowu w grze                                              | Back in the Game                                          | 2013           | 13              | komedia                  |
| Mixology                                                  | Mixology                                                  | 2014           | 13              | komedia                  |
| Żona na pokaz                                             | Trophy Wife                                               | 2013–2014      | 22              | komedia                  |
| Super Fun Night                                           | Super Fun Night                                           | 2013–2014      | 18              | komedia                  |
| Miłość na Manhattanie                                     | Manhattan Love Story                                      | 2014           | 11              | komedia romantyczna      |
| Selfie                                                    | Selfie                                                    | 2014           | 13              | komedia                  |
| Cristela                                                  | Cristela                                                  | 2014–2015      | 22              | komedia                  |
| Muppety                                                   | The Muppets                                               | 2015 – 2016    | 16              | komedia                  |
| Uncle Buck                                                | Uncle Buck                                                | 2016           | 8               | komedia                  |
| Imaginary Mary                                            | Imaginary Mary                                            | 2017           | 9               | komedia sezon premierowy |
| Downward Dog                                              | Downward Dog                                              | 2017           | 8               | komedia                  |
| The Mayor                                                 | The Mayor                                                 | 2017           | 9               | komedia polityczna       |
| Alex, Inc                                                 | Alex, Inc                                                 | 2018           | 10              | komedia                  |
| The Kids Are Alright                                      | The Kids Are Alright                                      | 2018 – 2019    | 23              | komedia                  |

## Programy emitowane dawniej (minimum 2 sezony)
| Liczba sezonów | L. odcinków |
| -------------- | ----------- |
| 2              | <40         |
| 3-4            | 41–70       |
| 5-6            | 71–100      |
| 7-8            | 101–200     |
| >9             | >201        |

### Seriale dramatyczne

#### lata 80. i 90. XX w.
| tytuł                 | tytuł oryginalny | lata produkcji | liczba sezonów | liczba odc. | rodzaj                      |
| --------------------- | ---------------- | -------------- | -------------- | ----------- | --------------------------- |
| Dynastia              | Dynasty          | 1981–1989      | 9              | 220         | opera mydlana dramat        |
| Kancelaria adwokacka  | The Practice     | 1997–2004      | 8              | 168         | dramat prawniczy            |
| Miasteczko Twin Peaks | Twin Peaks       | 1990–1991      | 2              | 30          | mystery drama opera mydlana |

#### 2001–2010
| tytuł                  | tytuł oryginalny     | lata produkcji | liczba sezonów | liczba odc. | rodzaj                   |
| ---------------------- | -------------------- | -------------- | -------------- | ----------- | ------------------------ |
| Eli Stone              | Eli Stone            | 2008–2009      | 2              | 26          | komediodramat prawniczy  |
| Orły z Bostonu         | Boston Legal         | 2004–2008      | 5              | 101         | komediodramat prawniczny |
| Powrót na October Road | October Road         | 2007–2008      | 2              | 19          | dramat                   |
| Seks, kasa i kłopoty   | Seks, kasa i kłopoty | 2007–2009      | 2              | 23          | dramat obyczajowy        |
| Uwaga, faceci!         | Men in Trees         | 2006–2008      | 2              | 36          | komediodramat            |
| Zagubieni              | Lost                 | 2004–2010      | 6              | 121         | dramat sci-fi przygodowy |

#### 2011–2020
| tytuł                | tytuł oryginalny                | lata produkcji | liczba sezonów | liczba odc. | rodzaj                          |
| -------------------- | ------------------------------- | -------------- | -------------- | ----------- | ------------------------------- |
| Gotowe na wszystko   | Desperate Housewives            | 2004–2012      | 8              | 180         | komediodramat kryminał          |
| Prywatna praktyka    | Private Practice                | 2007–2013      | 6              | 111         | komediodramat medyczny spin-off |
| V: Goście            | V                               | 2009–2011      | 2              | 22          | sci-fi                          |
| Anatomia prawdy      | Body of Proof                   | 2011–2013      | 3              | 41          | dramat medyczny                 |
| Resurrection         | Resurrection                    | 2014 – 2015    | 2              | 21          | dramat, fantasy                 |
| Zemsta               | Revenge                         | 2011 – 2015    | 4              | 89          | dramat                          |
| Nowe gliny           | Rookie Blue                     | 2010 – 2015    | 6              | 74          | dramat kryminalny               |
| Castle               | Castle                          | 2009 – 2016    | 8              | 173         | kryminał, komediodramat         |
| Nashville            | Nashville                       | 2012 – 2016    | 4              | 89          | dramat muzyczny                 |
| Agentka Carter       | Marvel’s Agent Carter           | 2015 – 2016    | 2              | 18          | dramat                          |
| Motyw                | Motive                          | 2013 – 2016    | 4              | 52          | dramat policyjny                |
| Kochanki             | Mistresses                      | 2013 – 2016    | 4              | 52          | dramat obyczajowy               |
| American Crime       | American Crime                  | 2015 – 2017    | 3              | 29          | dramat                          |
| Podejrzany           | Secrets & Lies                  | 2015 – 2016    | 2              | 20          | dramat                          |
| Blef                 | The Catch                       | 2016 – 2017    | 2              | 20          | dramat                          |
| Designated Survivor  | Designated Survivor             | 2016 – 2018    | 2              | 43          | dramat polityczny, thriller     |
| Skandal              | Scandal                         | 2012 – 2018    | 7              | 124         | dramat                          |
| Dawno, dawno temu    | Once Upon a Time                | 2011 – 2018    | 7              | 155         | dramat, fantasy                 |
| Quantico             | Quantico                        | 2015 – 2018    | 3              | 57          | dramat                          |
| For the People       | For the People                  | 2018 – 2019    | 2              | 20          | dramat prawniczy                |
| Agenci T.A.R.C.Z.Y.  | Marvel’s Agents of S.H.I.E.L.D. | 2013 – 2020    | 7              | 136         | dramat, fantastyka naukowa      |
| Sposób na morderstwo | How to Get Away With Murder     | 2014 – 2020    | 6              | 90          | dramat, thriller prawniczy      |

### Seriale komediowe

#### lata 80. i 90. XX w.
| tytuł            | tytuł oryginalny | lata produkcji | liczba sezonów | liczba odc. | rodzaj           |
| ---------------- | ---------------- | -------------- | -------------- | ----------- | ---------------- |
| Grace w opałach  | Grace Under Fire | 1993–1998      | 5              | 112         | sitcom familijny |
| Pan Złota Rączka | Home Improvement | 1991–1999      | 8              | 204         | sitcom familijny |
| Roseanne         | Roseanne         | 1988–1997      | 9              | 222         | sitcom familijny |

#### 2001–2010
| tytuł                  | tytuł oryginalny          | lata produkcji | liczba sezonów | liczba odc. | rodzaj                         |
| ---------------------- | ------------------------- | -------------- | -------------- | ----------- | ------------------------------ |
| Brzydula Betty         | Ugly Betty                | 2006–2010      | 4              | 85          | komediodramat                  |
| Gdzie pachną stokrotki | Pushing Daisies           | 2007–2009      | 2              | 22          | komediodramat fantasy kryminał |
| Hope i Faith           | Hope & Faith              | 2003–2006      | 3              | 73          | sitcom familijny               |
| Jim wie lepiej         | According to Jim          | 2001–2009      | 8              | 182         | sitcom familijny               |
| Kim jest Samantha?     | Samantha Who?             | 2007–2009      | 2              | 35          | sitcom                         |
| Korporacja według Teda | Better Off Ted            | 2009–2010      | 2              | 26          | sitcom satyra sci-fi           |
| 8 prostych zasad       | 8 Simple Rules            | 2002–2005      | 3              | 76          | sitcom familijny               |
| Projekt dziecko        | Notes from the Underbelly | 2006–2008      | 2              | 23          | sitcom                         |

#### 2011–2020
| tytuł                         | tytuł oryginalny                      | lata produkcji | liczba sezonów | liczba odc. | rodzaj  |
| ----------------------------- | ------------------------------------- | -------------- | -------------- | ----------- | ------- |
| Nie zadzieraj z zołzą spod 23 | Don’t Trust the B---- in Apartment 23 | 2012–2013      | 2              | 26          | komedia |
| Happy Endings                 | Happy Endings                         | 2011–2013      | 3              | 57          | komedia |
| The Neighbors                 | The Neighbors                         | 2012–2014      | 2              | 44          | komedia |
| Podmiejski czyściec           | Suburgatory                           | 2011 – 2014    | 3              | 57          | sitcom  |
| Cougar Town: Miasto kocic     | Cougar Town                           | 2009–2015      | 6              | 102         | komedia |
| Galavant                      | Galavant                              | 2015 –2016     | 2              | 18          | komedia |
| Dr Ken''                      | Dr Ken''                              | 2015 – 2017    | 2              | 44          | komedia |
| The Real O’Neals              | The Real O’Neals                      | 2015 – 2017    | 2              | 29          | komedia |
| Ostatni prawdziwy mężczyzna   | Last Man Standing                     | 2011–2017      | 6              | 129         | sitcom  |
| Pępek świata                  | The Middle                            | 2009–2018      | 9              | 215         | sitcom  |
| Nie ma mowy                   | Speechless                            | 2016 – 2019    | 3              | 63          | komedia |
| Splitting Up Together         | Splitting Up Together                 | 2017 – 2019    | 2              | 26          | komedia |
| Współczesna rodzina           | Modern Family                         | 2009–2020      | 11             | 250         | komedia |
| Przepis na amerykański sen    | Fresh Off The Boat                    | 2015 – 2020    | 6              | 116         | komedia |
| Rodzice nie do pary           | Single Parents                        | 2018 – 2020    | 2              | 45          | komedia |
| Schooled                      | Schooled                              | 2019 – 2020    | 2              | 34          | komedia |
| Kochany bajzel                | Kochany bajzel                        | 2019 – 2020    | 2              | 26          | komedia |

### Reality
- Dance Machine (2008)
- Dance War (2008)
- Duel (2007–2008)
- Here Come the Newlyweds (2008)
- High School Musical: Get in the Picture (2008)
- Hopkins (2008)
- I Survived A Japanese Game Show (2008)
- Just For Laughs (2007–2008)
- Opportunity Knocks (2008)
- Oprah's Big Give (2008)
- The Bachelorette (2003–2008)
- The Mole (2001–2008)
- Wanna Bet (2008)
- Wipeout (2008)

## Popularne pozycje nadawane dawniej w ABC
W ofercie stacji ABC emitowanych było wiele produkcji które były bardzo popularne wśród widzów. Zaliczają się do nich między innymi: Aniołki Charliego (1976–1981), Dynastia (1981–1989), MacGyver (1985–1992), Dharma i Greg (1997–2002), The Drew Carey Show (1995–2004), Pełna chata (1987–1995), Roseanne (1988–1997), Spin City (1996–2004), Statek Miłości (1977–1986), Who’s the Boss? (1984–1992).